# Tatsuya Endō
Tatsuya Endō (japanisch 遠藤 達哉 Endō Tatsuya; * 23. Juli 1980 in Koga) ist ein japanischer Mangaka, der besonders durch die Mangaserie Spy × Family bekannt wurde.

## Biographie
Der Wunsch, Mangazeichner zu werden, entstand bei Tatsuya Endō in der Grundschule.
In Japan ist es üblich, dass Mangaka zunächst als Assistent arbeiten. Endo assistierte Tatsuki Fujimoto während der Erstellung von Fire Punch und Kazue Katō bei Blue Exorcist.  Seit dieser Zeit arbeitet er auch mit seinem Redakteur Shihei Lin zusammen. Endō zeichnete und veröffentlichte ab dem Jahr 2000 mehrere Serien und One Shots. Sein kommerzieller Durchbruch gelang ihm ab 2019 mit der Serie Spy × Family, die seit 2020 auch auf Deutsch veröffentlicht wird. Mit einer Startauflage von 400.000 Exemplaren (Band 3) gehörte Spy × Family zu den auflagenstärksten seines Verlages. Im April 2022 wurde die erste Staffel des gleichnamigen Anime veröffentlicht. Die Ausstrahlung der zweiten Staffel begann noch im Oktober desselben Jahres. Endō selbst beschrieb im 2022 veröffentlichen SPY×FAMILY Official Fan Book – EYES ONLY, dass er keine Gefühle gegenüber den Charakteren dieses Projektes habe. „I gave up on what I originally wanted to draw and drew what the world wants to see, not myself, so I have no attachment to the characters.“ („Ich habe aufgegeben, was ich ursprünglich zeichnen wollte, und gezeichnet, was die Welt sehen will, nicht ich selbst, also habe ich keine Bindung an die Charaktere.") Er bezeichnete seinen Manga in diesem Zusammenhang als „Rehabilitationsarbeit“ um sich von einer Schreibblockade (artist’s block) zu befreien. Im April 2022 war Spy × Family die meistverkaufte Serie in Japan, wozu auch die im Frühjahr des gleichen Jahres erfolgte Premiere des gleichnamigen Anime beigetragen hatte.
Im April 2023 kam der Film "Spy x Family Code: White" in die Kinos. Im gleichen Jahr wurde das Videospiel "SPY x FAMILY: Operation Diary" (Alternativ: "SPY × ANYA: Operation Memories") veröffentlicht.

## Werke (Auswahl)
- Die Silberprinzessin (月華美刃), 5 Bände, 2000, 2010–2012
- Tista, 2 Bände, 2008
- Spy × Family, 15 Bände, seit 2019

## Auszeichnungen
- Next Manga Award 2019 für Spy × Family als bester Web-Manga[10]
- TSUTAYA Comic Award 2020 für Spy × Family in der Kategorie „Web-Manga“[11]